# Johan Micoud
Johan Micoud (født 24. juli 1973 i Cannes, Frankrig) er en tidligere fransk fodboldspiller, der indtil sommeren 2008 spillede for den franske Ligue 1-klub Girondins Bordeaux. I løbet af sin karriere har han desuden været udlandsprofessionel hos både Parma FC i Italien og Bundesliga-klubben Werder Bremen. I både hjem- og udlandet har Micoud vundet titler med sine klubber.

## Landshold
Micoud spillede desuden en årrække med jævne mellemrum for Frankrigs fodboldlandshold, som han fik debut for i 1999. Han var blandt andet med til at blive europamester ved EM i 2000, og var også i truppen ved VM i 2002 i Sydkorea og Japan.

## Titler
Ligue 1
- 1999 med Bordeaux

Coppa Italia
- 2002 med Parma

Bundesligaen
- 2004 med Werder Bremen

Tyske pokalturnering
- 2004 med Werder Bremen

EM i fodbold
- 2000 med Frankrig